# Erich Engels (Regisseur)
Erich Engels (* 23. Mai 1889 in Remscheid; † 25. April 1971 in München) war ein deutscher Filmregisseur und Drehbuchautor. Selbst in seriösen Nachschlagewerken wird Erich Engels gelegentlich mit seinem Kollegen Erich Engel verwechselt.

## Berufliche Laufbahn
Erich Engels begann seine Filmlaufbahn mit einer eigenen Filmgesellschaft, der in Berlin ansässigen Erich Engels-Film GmbH, die in der frühen Tonfilmzeit einige Spielfilme produzierte, von denen der Hans-Albers-Film Drei machen ihr Glück der erfolgreichste war. Seine ersten Regie-Arbeiten waren Kriminalfilme. Der Film Geheimnis des blauen Zimmers (1932) war so erfolgreich, dass in den USA drei Neuverfilmungen gedreht wurden.
Nach dem Regierungsantritt der NSDAP trat Engels am 4. April 1933 der NSBO-Zelle deutschstämmiger Filmregisseure bei. Engels ließ sein Lieblingsgenre fallen und begann mit der Inszenierung von Lustspielen und Schwänken, in deren Mittelpunkt meist das Komiker-Trio Karl Valentin – Liesl Karlstadt – Reinhold Bernt stand. Der handwerklich interessanteste Film dieser Reihe ist Kirschen in Nachbars Garten (1935), in dem Engels mit ungewöhnlichen Montagetechniken experimentierte.
In der zweiten Hälfte der 1930er Jahre kehrte Erich Engels schließlich doch zum Kriminalfilm zurück. Nach einer Kriminalkomödie (Sherlock Holmes – Die Graue Dame, 1937) inszenierte er den Film Mordsache Holm (1938), der wegen seiner Darstellung mustergültiger Verbrechensbekämpfung von der Filmprüfstelle zur Zeit des Nationalsozialismus mit dem Prädikat „staatspolitisch wertvoll“ ausgezeichnet wurde. Auch sein nächster Film, Im Namen des Volkes aus dem Jahr 1939 – ein auf den Fall Götze aufbauendes und in eine Kriminalfilmhandlung gekleidetes Plädoyer für die Todesstrafe –, erhielt dieses Prädikat. Auf drei weitere Kriminalfilme, von denen die Verfilmung des Kriminalfalls um Hawley Crippen mit dem Titel Dr. Crippen an Bord (1942, mit Rudolf Fernau) der erfolgreichste war, folgte 1943 der Spionagefilm Die goldene Spinne, der wegen seiner antisowjetischen Argumentation von den Nazis ebenfalls das Prädikat „staatspolitisch wertvoll“ erhielt.
Nach dem Ende des Zweiten Weltkrieges und dem Zusammenbruch der Filmwirtschaft hatte Erich Engels zunächst Mühe, als Regisseur wieder Fuß zu fassen. Immer wieder inszenierte er Filme nach bewährten Rezepten und mit den Darstellern seiner früheren Erfolgsfilme, wie die Pseudo-Neuverfilmung Kirschen in Nachbars Garten (1956) mit Grethe Weiser – mit Engels’ gleichnamigem Lustspiel von 1935 hatte der Film allerdings nichts zu tun – und die Dr.-Crippen-Fortsetzung Dr. Crippen lebt (1958). Schließlich fand er mit betulichen und im Geschmack der 1950er Jahre inszenierten Komödien, die ganz auf das Talent von Heinz Erhardt zugeschnitten waren, ein neues Erfolgsrezept: Nach dem Film Witwer mit fünf Töchtern (1957) inszenierte Erich Engels 1958 Vater, Mutter und neun Kinder und 1959 einen der erfolgreichsten Heinz Erhardt-Filme: Natürlich die Autofahrer.
Er ist auf dem Waldfriedhof Grünwald bei München beerdigt.

## Filmografie

### Bis 1945
- 1928: Die Herstellung von Heilserum (Dokumentarfilm) – Produzent
- 1929: Drei machen ihr Glück (Carl Wilhelm) – Produzent
- 1930: Ruhiges Heim mit Küchenbenutzung. Das Mädel von der Operette (Carl Wilhelm) – Produzent
- 1930: Karriere/Tango der Liebe (Adolf Trotz) – Produzent
- 1930: Tingel-Tangel (Jaap Speyer) – Produzent
- 1931: Das Geheimnis der roten Katze (Erich Schönfelder) – Produzent
- 1931: Ein ausgekochter Junge (Erich Schönfelder) – Produzent
- 1931: Zu Befehl, Herr Unteroffizier (Erich Schönfelder) – Produzent
- 1931: Der Mörder Dimitri Karamasoff – Dialog-Regie
- 1932: Der tolle Bomberg (Georg Asagaroff) – Produzent
- 1932: Kriminalreporter Holm – Regie, Produzent
- 1932: Das Millionentestament – Regie, Produzent
- 1932: Geheimnis des blauen Zimmers – Regie, Produzent
- 1933: Die Nacht im Forsthaus / Der Fall Roberts – Regie
- 1933: Das lustige Kleeblatt / Gasthaus zur treuen Liebe – Regie
- 1934: Unsterblicher Valentin (Episodenfilm aus vier Kurzfilmen) – Regie
- 1935: Peter, Paul und Nanette – Regie, Drehbuch
- 1935: Kirschen in Nachbars Garten – Regie, Drehbuch
- 1936: Musik zu Zweien (Kurzfilm) – Regie
- 1936: Die karierte Weste (Kurzfilm) – Regie, Drehbuch
- 1936: Der Bittsteller (Kurzfilm) – Regie
- 1936: Donner, Blitz und Sonnenschein – Regie, Drehbuch
- 1936: Beim Rechtsanwalt (Kurzfilm) – Regie, Drehbuch
- 1936: Beim Nervenarzt (Kurzfilm) – Regie, Drehbuch
- 1937: Ewig Dein (Kurzfilm) – Regie
- 1937: Die graue Dame – Regie, Drehbuch
- 1938: Mordsache Holm – Regie
- 1939: Im Namen des Volkes – Regie
- 1939: Zentrale Rio – Regie
- 1941: Das himmelblaue Abendkleid – Regie, Drehbuch
- 1942: Dr. Crippen an Bord – Regie, Drehbuch
- 1943: Die goldene Spinne – Regie, Drehbuch
- 1944/49: Freitag, der 13. – Regie

### Nachkriegsfilme
- 1949: Mordprozess Dr. Jordan – Regie, Drehbuch
- 1951: Die Dame in Schwarz – Regie, Drehbuch
- 1953: Die Nacht ohne Moral – Drehbuch
- 1953: Lachkabinett (Kompilationsfilm) – Regie (mit Karel Lamač, Rolf Raffé und Willem Holsboer)
- 1954: Keine Angst vor Schwiegermüttern – Regie, Drehbuch
- 1956: Kirschen in Nachbars Garten – Regie, Drehbuch
- 1956: Drei Birken auf der Heide – Drehbuch
- 1957: Witwer mit fünf Töchtern – Regie, Drehbuch
- 1958: Dr. Crippen lebt – Regie, Drehbuch
- 1958: Grabenplatz 17 – Regie, Drehbuch
- 1958: Vater, Mutter und neun Kinder – Regie, Drehbuch
- 1959: Natürlich die Autofahrer – Regie
- 1960: Im Namen einer Mutter – Regie
- 1963: Hafenpolizei (Fernsehserie) – Autor